# Andrena euphorbiacea
Andrena euphorbiacea är en biart som beskrevs av Erwin Scheuchl 2005. Andrena euphorbiacea ingår i släktet sandbin, och familjen grävbin. Inga underarter finns listade i Catalogue of Life.